# Черкашин, Джозеф
Джозеф Черкашин (исп. Joseph Cherkashyn; 1991, Сантьяго, Чили) — чилийский боксёр-профессионал.
Бронзовый призёр Южноамериканских игр (2014), бронзовый призёр Боливарианских игр (2017), победитель (2014) и бронзовый призёр (2011) чемпионата Чили среди любителей.

## Биография
Имеет русские и немецкие корни.

## Любительская карьера

### Чемпионат Чили 2011
Выступал в средней весовой категории (до 75 кг). В четвертьфинале победил Серхио Вальдеру. В полуфинале проиграл Карлосу Руису.

### Боливарианские игры 2013
Выступал в средней весовой категории (до 75 кг). В четвертьфинале проиграл эквадорцу Марлону Дельгадо.

### Южноамериканские игры 2014
Выступал в средней весовой категории (до 75 кг). В четвертьфинале победил боливийца Хосе Луиса Альфаро. В полуфинале проиграл колумбийцу Хорхе Вивасу.

### Чемпионат Чили 2014
Выступал в средней весовой категории (до 75 кг). В четвертьфинале победил Алехандро Гильена. В полуфинале победил Валентина Контрераса. В финале победил Патрисио Вильягру.

### Панамериканские игры 2015
Выступал в средней весовой категории (до 75 кг). В четвертьфинале проиграл венесуэльцу Эндри Хосе Пинте.

### Боливарианские игры 2017
Выступал в средней весовой категории (до 75 кг). В полуфинале проиграл венесуэльцу Эндри Хосе Пинте.

### Южноамериканские игры 2018
Выступал в средней весовой категории (до 75 кг). В четвертьфинале проиграл венесуэльцу Диего Андресу Перейре.

## Профессиональная карьера
Дебютировал на профессиональном ринге 31 августа 2018 года. Победил по очкам.

## Статистика боёв
В таблице перечислены результаты всех поединков боксёров.
В каждой строке указан результат поединка. Дополнительно номер поединка обозначен цветом, который обозначает итог поединка. Расшифровка обозначений и цветов представлена в нижеследующей таблице.
| Пример | Расшифровка                     |
| ------ | ------------------------------- |
|        | Победа                          |
|        | Ничья                           |
|        | Поражение                       |
|        | Планируемый поединок            |
|        | Поединок признан несостоявшимся |
| КО     | Нокаут                          |
| ТКО    | Технический нокаут              |
| PTS    | Решение судей (по очкам)        |
| UD     | Единогласное решение судей      |
| MD     | Решение большинства судей       |
| SD     | Раздельное решение судей        |
| RTD    | Отказ от продолжения боя        |
| DQ     | Дисквалификация                 |
| NC     | Поединок признан несостоявшимся |

| Бой | Дата            | Соперник                           | Место проведения                                          | Результат | Примечание                                                                               |
| --- | --------------- | ---------------------------------- | --------------------------------------------------------- | --------- | ---------------------------------------------------------------------------------------- |
| 13  | 22 февраля 2025 | Алекси Ривера (13-4)               | Arena de Puente Alto, Пуэнте-Альто, Кордильера, Чили      | UD10 (10) | Завоевал вакантный титул WBC Latino в среднем весе. Счёт: 100-90 и 99-91 (дважды).       |
| 12  | 17 августа 2024 | Леонель Максимилиано Инохоса (8-3) | Gimnasio Gabriela Mistral, Пуэнте-Альто, Кордильера, Чили | UD10 (10) | Завоевал вакантный титул UBO Continental в среднем весе. Счёт: 96-94, 98-92, 99-91.      |
| 11  | 27 апреля 2024  | Леонель Максимилиано Инохоса (7-2) | Пуэнте-Альто, Кордильера, Чили                            | UD10 (10) | Завоевал вакантный титул WBC FECONSUR во 2-м среднем весе. Счёт: 99-91 и 98-92 (дважды). |
| 10  | 6 октября 2023  | Пабло Агеро (3-2)                  | Gimnasio Municipal, Пуэнте-Альто, Кордильера, Чили        | KO4 (8)   |                                                                                          |
| 9   | 9 июня 2023     | Хуан Андрес Фигероа (6-3)          | Gimnasio Municipal, Пуэнте-Альто, Кордильера, Чили        | TKO7 (8)  | Фигероа в нокдауне в 6-м раунде.                                                         |
| 8   | 2 декабря 2022  | Октавио Фаунтес (4-3-1)            | Пуэнте-Альто, Кордильера, Чили                            | UD10 (10) | Завоевал вакантный титул чемпиона Чили в среднем весе. Счёт: 99-89 (все).                |
| 7   | 10 декабря 2021 | Октавио Фаунтес (4-2-1)            | Gimnasio Municipal, Пуэнте-Альто, Кордильера, Чили        | UD8 (8)   | Счёт: 79-73 и 80-72 (дважды).                                                            |
| 6   | 5 июля 2019     | Рикардо Агустин Сехас (7-10-2)     | Alto San Francisco, Сантьяго, Чили                        | TKO5 (6)  |                                                                                          |
| 5   | 14 июня 2019    | Матиас Андрес Агила (2-2-1)        | Gran Arena Monticello, Мостасаль, Качапоаль, Чили         | MD6 (6)   | Счёт: 58-56 (дважды) и 57-57.                                                            |
| 4   | 12 апреля 2019  | Хосуэ Даниэль Портилья (0-6)       | Gimnasio Federacion, Сантьяго, Чили                       | KO3 (6)   |                                                                                          |
| 3   | 14 декабря 2018 | Диего Артеага (0-1)                | Gimnasio Club Mexico, Сантьяго, Чили                      | TKO2 (6)  | Артеага три раза в нокдауне во 2-м раунде.                                               |
| 2   | 12 октября 2018 | Матиас Андрес Агила (1-1)          | Teatro Circo Caupolicán, Сантьяго, Чили                   | UD4 (4)   | Счёт: 40-36 и 39-37 (дважды).                                                            |
| 1   | 31 августа 2018 | Оскар Пас (дебют)                  | Gimnasio Club Mexico, Сантьяго, Чили                      | UD4 (4)   | Счёт: 40-35 и 40-36 (дважды).                                                            |
| Бой | Дата            | Соперник                           | Место проведения                                          | Результат | Примечание                                                                               |

## Титулы и достижения

### Любительские
- 2011  Бронзовый призёр чемпионата Чили в среднем весе (до 75 кг).
- 2014  Бронзовый призёр Южноамериканских игр в среднем весе (до 75 кг).
- 2014  Чемпион Чили в среднем весе (до 75 кг).
- 2017  Бронзовый призёр Боливарианских игр в среднем весе (до 75 кг).

### Профессиональные
- Чемпион Чили в среднем весе (2022—н. в.).
- Титул WBC FECONSUR во 2-м среднем весе (2024—н. в.).
- Титул UBO Continental в среднем весе (2024).
- Титул WBC Latino в среднем весе (2025—н. в.).